# Arenotopa erasmusi
Arenotopa erasmusi is een eenoogkreeftjessoort uit de familie van de Leptastacidae. De wetenschappelijke naam van de soort is voor het eerst geldig gepubliceerd in 1978 door McLachlan & Moore.